# Нерівноважний термодинамічний процес
Нерівнова́жний термодинамі́чний проце́с — термодинамічний процес, за якого система знаходиться не в рівновазі з оточенням.
За нерівноважного процесу система зазвичай обмінюється енергією чи частками із середовищем.
Наприклад, протікання струму в провіднику є нерівноважним процесом — електрони чи інші носії заряду, переміщуються з ділянки провідника, де мають більшу енергію, до ділянок провідника з меншою енергією. Надлишок енергії розсіюється у вигляді тепла чи іншим чином (наприклад, в освітлювальних приладах надлишок енергії перетворюється на світло, в електродвигунах — на енергію механічного руху, тощо).
За нерівноважних процесів часто не діють закони термодинаміки, зокрема, закон неспадання ентропії. Крім того у фізичних системах можуть виникати дисипативні структури, проявлятися ефекти самоорганізації.
Важливим нерівноважним процесом є біологічне життя.

## Системи поза локальною рівновагою
Незважаючи на успіхи класичного підходу, у нього є істотний недолік — він ґрунтується на припущенні про локальну рівновагу, що може виявитися занадто грубим допущенням для досить великого класу систем і процесів, таких як системи з пам'яттю, розчини полімерів, надплинні рідини, суспензії, наноматеріали, поширення ультразвуку в газах, гідродинаміка фононів, ударні хвилі, зріджені гази і т. д. Найважливішими критеріями, які зумовлюють, до якого з термодинамічних підходів слід звернутися при математичному моделюванні конкретної системи, є швидкість процесу, що вивчається і бажаний рівень узгодження теоретичних результатів з експериментом. Класична рівноважна термодинаміка розглядає квазістатичні процеси, класична нерівноважна термодинаміка — відносно повільні нерівноважні процеси (теплопровідність, дифузію тощо). Обмеження принципом локальної рівноваги на швидкість моделююмого процесу, знімаються в таких підходах до побудови нерівноважної термодинаміки, як раціональна термодинаміка і розширена нерівноважна термодинаміка.